# 루나 워치
루나 워치(LUNA Watch)는 TG앤컴퍼니에서 출시한 루나폰의 후속작으로 2016년 3월 18일에 대한민국에서 출시한 손목형 스마트폰 (스마트 워치)이다. 
→ TG앤컴퍼니가 기획 및 디자인, 개발, 마케팅을 진행했으며, 폭스콘이 제조한다. SK텔레콤을 통해 단독 출시되었다.

## 연혁
- 2016년 3월 18일에 출시된 TG앤컴퍼니의 첫 번째 손목형 휴대 전화 이자 (스마트 워치)이다.

## 운영 체제/소프트웨어
- LUNA W OS 
 → 안드로이드 오픈 소스를 기반으로 한 OS 적용

## 특징
- 별도의 전화 번호가 부여되 직접 통화가 가능하다. 
 → SKT 전용으로 SKT 전화 번호가 부여됨 (3G 방식)
→ 기존 스마트폰으로 온 문자, 메일등 알림 설정 가능 
→ 설정(T-Share)에 따라 기존 스마트폰으로 온 전화 수신 가능
- → 연락처를 워치에서 따로 저장하는 것이 불가하다

## 쟁점
- 루나폰 이 아이폰과 비슷해 보인다는 지적이 있었으며, 루나 워치 또한 애플워치와 비슷해 보인다는 지적 있음.
- 타회사에서 루나워치 개발을 허용하지 않는다. 루나워치의 OS는 안드로이드 웨어러블의 변종인 루나W OS 인데, 일반적인 방법으로 ADB 접속조차 불가능하다. 이에 TG&컴퍼니에 문의 결과, 이미 깔려있는 24개의 소프트웨어 이외의 프로그램 설치는 불가능하다는 답변을 얻음.

## 색상
- 메탈릭 그레이
- 세라믹 화이트